# 稲荷前 (つくば市)

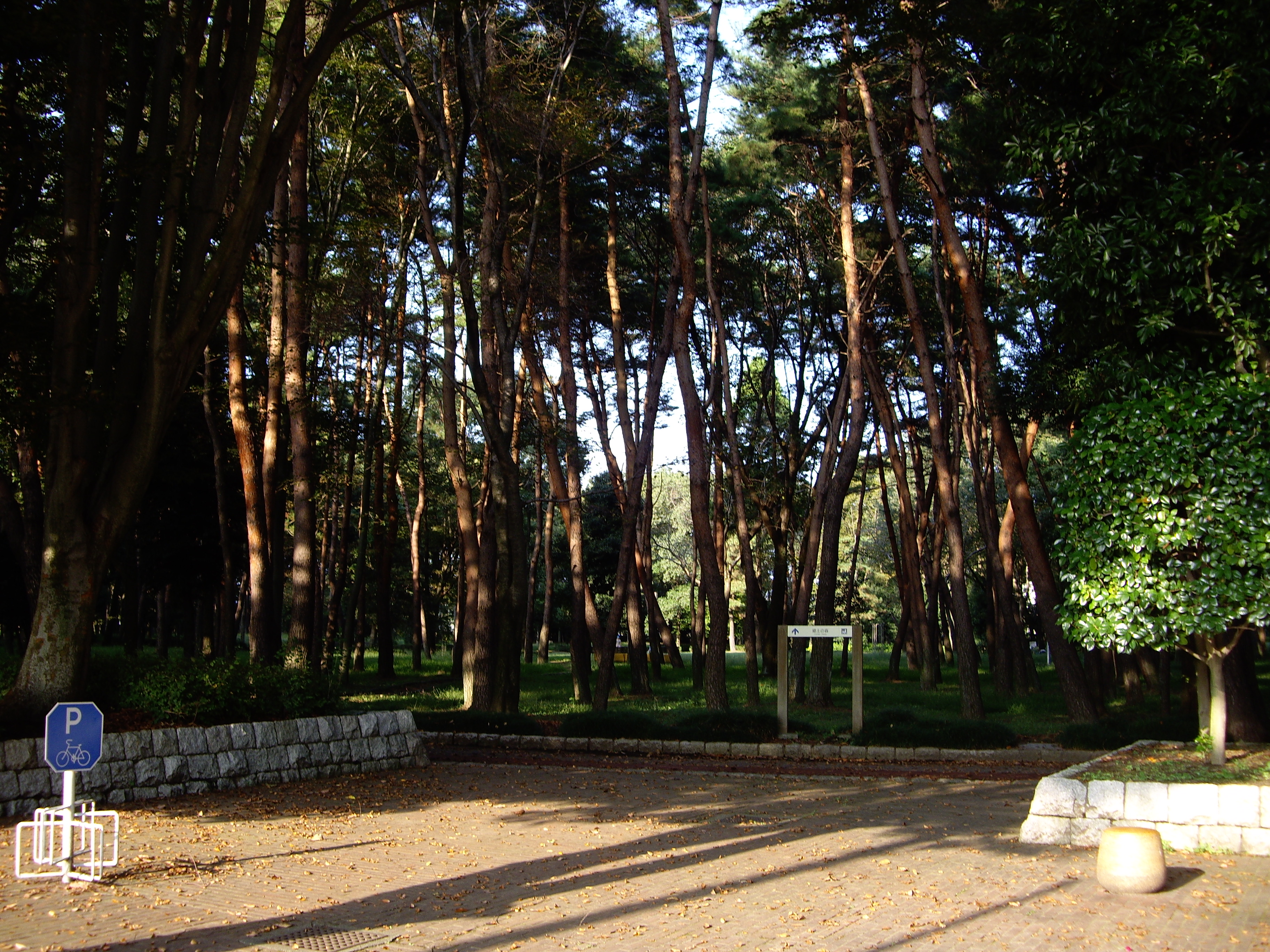
赤塚公園(1)

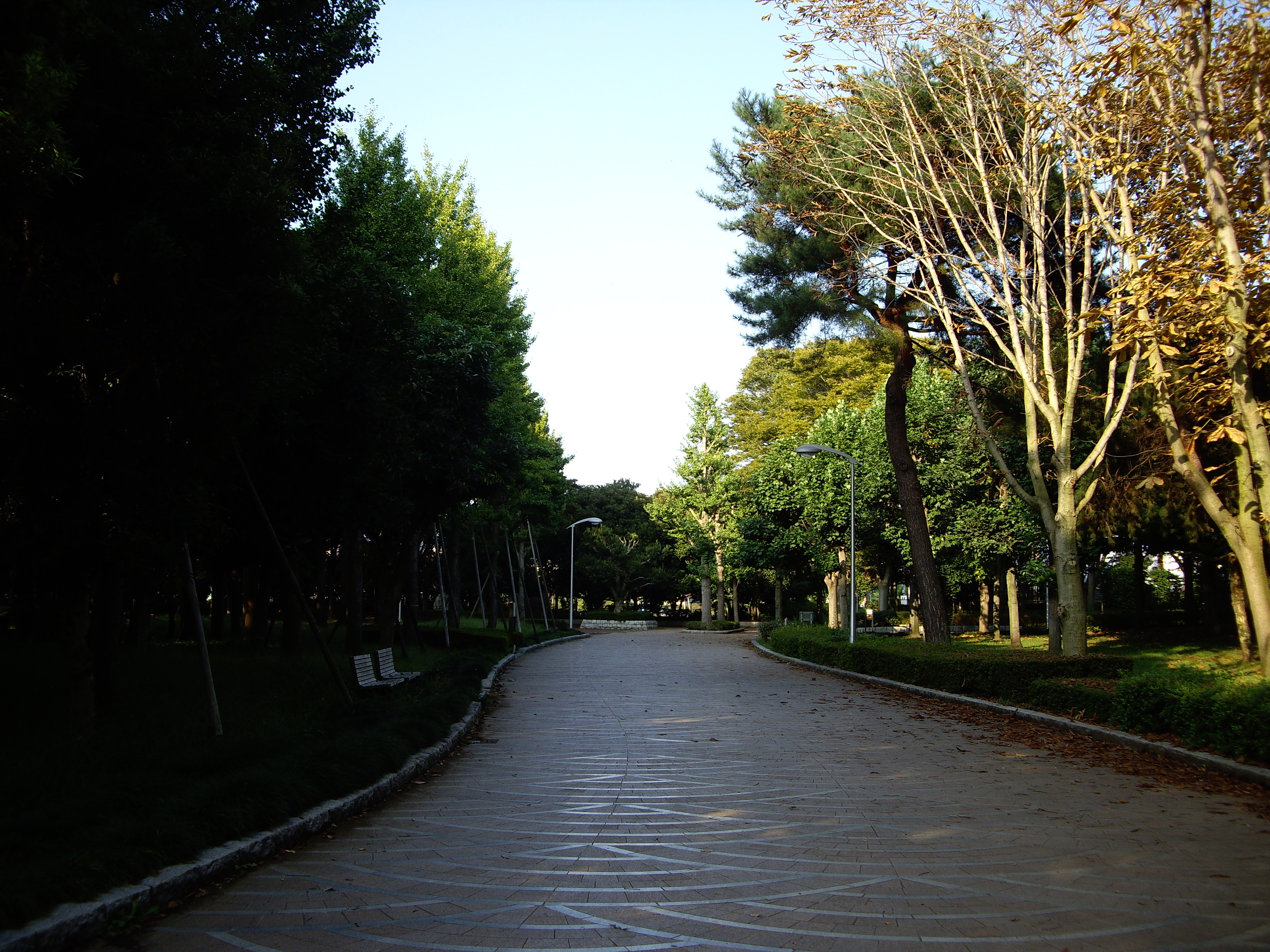
赤塚公園(2)

稲荷前（いなりまえ）は、茨城県つくば市にある地名。郵便番号は305-0061。

## 地理
つくば市の東部に位置し、筑波研究学園都市研究学園地区南部に位置する。地域内には茗溪学園中学校・高等学校、赤塚公園がある。
東は東、西は館野・赤塚、南は赤塚・下原、北は長峰と接している。

### 地価
住宅地の地価は、2014年（平成26年）1月1日の公示地価によれば、稲荷前24番8の地点で8万1600円/m2となっている。

## 歴史

### 地名の由来
稲荷神社の前に位置することから｢稲荷前｣とした。

### 沿革
- 1976年（昭和51年） 赤塚公園が開園。
- 1978年（昭和53年） 筑波郡谷田部町大字赤塚、大字西大沼、大字館野の各一部より、筑波郡谷田部町稲荷前を新設。
- 1979年（昭和54年） 茗溪学園中学校・高等学校が開設される。
- 1981年（昭和56年） 大字赤塚、大字下原の各一部を稲荷前に編入。
- 1987年（昭和62年） 新治郡桜村、筑波郡大穂町、豊里町と合併、市制施行により、つくば市稲荷前となる。

### 町名の変遷
| 実施後 | 実施年月日                 | 実施前（各大字ともその一部）                                                                                           |
| ------ | -------------------------- | --- |
| 稲荷前 | 1978年（昭和53年）2月10日  | 大字西大沼字長峰 |
| 稲荷前 | 1978年（昭和53年）12月26日 | 大字館野字北原、大字赤塚字赤塚・字皿砂・字道向・字池下・字御出し・字五十塚前・字古来立出し、大字西大沼字長峰・字鍛治台 |
| 稲荷前 | 1981年（昭和56年）4月30日  | 大字下原字池向・字鷺沼、大字赤塚字五拾塚前・字五拾塚・字稲荷後・字古来立出し・字鍛治台                                 |

## 世帯数と人口
2019年（平成31年）3月1日現在の世帯数と人口は以下の通りである。
| 町丁   | 世帯数    | 人口    |
| ------ | --------- | ------- |
| 稲荷前 | 1,040世帯 | 2,075人 |

## 小・中学校の学区
市立小・中学校に通う場合、学区は以下の通りとなる。
| 番地 | 小学校   | 中学校         |
| ---- | -------- | -------------- |
| 全域 | 東小学校 | 谷田部東中学校 |

## 施設
- 茗溪学園中学校・高等学校
- 赤塚公園
- ウエルシア介護サービス本社
- スターバックスコーヒーつくば店
- カメラのキタムラつくば店